# 大方便佛報恩經
《大方便佛報恩經》，簡稱《報恩經》，出三藏記集題為《大方便報恩經》，失譯，收於《大正藏》本緣部，西藏大藏經收有此經，是從漢語轉譯。阿難聞外道譏佛非孝，佛於是為大眾說過去世曾為須闍提太子，以身肉濟父母之難，以及昇忉利天為母說法等孝養故事。

## 題解
大方便，佛菩薩廣大之方便也，善巧之教化謂之方便（upāya）。報恩，為三福田之一。報謝父母、師僧、三寶、國王之恩德（upakāra）。

## 傳譯
《開元釋教錄》將本經列入失譯後漢錄。據漢語語言學的研究成果，本經應當不是東漢譯經，從其詞彙用語的年代來看，應當在東晉以後，並且有可能不是譯經，而是從佛典中抄錄撰成。

## 內容
《報恩經》主要以講孝養故事為主，共分九品，即：
1. 序品。敘述阿難路遇婆羅門乞討供養父母的故事。為《報恩經》的緣起部分。
2. 孝養品。講須闍提（Sujāti，善生）太子割肉濟養父母的故事。
3. 對治品。講轉輪王以身剜於孔，燃千燈，以求正覺的故事。
4. 發菩提心品。講佛在過去世因七情六慾而墜地獄，後發菩提心脫離地獄成佛的故事。
5. 論議品。講忍辱太子挖眼、抽髓救父王，以及鹿母夫人的故事。
6. 惡友品。講善友太子入海取摩尼珠故事。
7. 慈品。講大光明以頭施敵國，一大臣不忍見而先王自刎盡，以及五百盲賊，蓮華色比丘尼的故事。
8. 優波離品。有關戒律的說教。
9. 親近品。講金毛獅子堅誓的故事。

## 影響
大足寶頂山石窟繪有〈大方便佛報恩經變相〉，主像為釋迦半身像，左右壁面分別刻有釋迦「親探父王病」、「親抬父王棺」、「割肉供父母」、「捨身飼虎」、「鸚鵡行孝」、「剜眼出髓為父王治病」等前身和今身行孝故事，以及「六師外道謗佛不孝」等情節。

## 考證
關於《大方便佛報恩經》的性質和成書年代，有學者認為該經是從各佛教經論中，抄錄有關孝養的內容，在劉宋、蕭梁之際（445年至516年之間）撰集而成，為佛教中國化的表徵。
林顯庭認為《大方便佛報恩經》恐係中土人士抄纂所成，而非譯自梵文經本。《優波離品》抄《薩婆多毘尼毘婆沙》第一卷，其餘內容多抄自北魏《賢愚經》。謝生保認為《大方便佛報恩經》是由中國僧人割裂、截取、增改、節錄《賢愚經》、《雜寶藏經》、《六度集經》、《涅槃經》等經典而編造成的一部新經。
Sumet Supalaset認為《大方便佛報恩經》是把一些零散地被帶到中國的印度材料進行翻譯，然後有人為證明佛教有知恩、報恩的思想，將這些翻譯後的材料加以編集。

## 外部連結
- 中國佛教與孝道  ──從唐代佛教論起 （页面存档备份，存于）